# フアン・デ・ラ・シエルバ

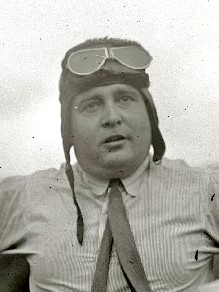
フアン・デ・ラ・シエルバ
ラサルテ飛行場にて(1930年）

フアン・デ・ラ・シエルバ（Juan de la Cierva y Codorníu、1895年9月21日 - 1936年12月9日）は、スペイン生まれの航空技術者。オートジャイロの発明者であり、スペイン人で初めて人が乗ることのできる自作の飛行機を飛ばした。

## 生涯

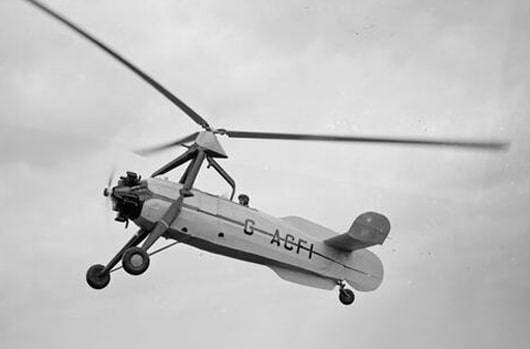
成功作となったシエルバ C.30

南スペインのムルシアという地方都市の大地主の家に生まれ、1910年にバルセロナでの飛行機の大衆向け飛行を見てから航空機に興味を持ち、翌年、マドリード技術大学に入学し、複葉機の制作に没頭した。1912年には複葉機を完成させ、1914年には3発機を製作しスペイン政府に承認された。1919年に大学を卒業。卒業後、1919年から1924年までスペイン議会の議員を務めたが、1920年からオートジャイロの製作を始め、1923年には満足した性能を備えるオートジャイロ"シエルバ C.6"の試験飛行を成功させた。
1925年に渡英し、ファーンボローの空軍省でC.6のデモンストレーションを行った。この機体はアブロ 504の機体に４枚羽のローターを取り付けたもので、デモンストレーションは成功をおさめ、スコットランド人の実業家でイギリス空軍パイロットでもあったジェームズ・ジョージ・ウィアーの援助を受け、翌1926年にシエルバ・オートジャイロ・カンパニーをイギリスで設立した。
シエルバ・オートジャイロ・カンパニーでC.6の改良モデルとしてC.8（6機製造）を開発し、その後C.19（約30機製造）で性能をある程度安定化させることに成功、そして1933年開発のC.30は協力企業のアブロ社の他、フランスのリオレ・エ・オリビエ、ドイツのフォッケウルフでもライセンス生産された成功作となった。
1932年にFAI・ゴールド・エア・メダル、1933年にはエリオット・クレッソン・メダル受賞。
1936年7月に勃発したスペイン内戦では反乱軍（ナショナリスト派）側に協力し、フランシスコ・フランコ将軍を左遷先のカナリア諸島から反乱軍の蜂起したモロッコまで移動させるためのDH.89ドラゴン・ラピードの入手に協力した。しかし同年12月、41歳にして旅客機墜落事故で命を落とした。
彼の死後も、彼の開拓した技術はヘリコプターの開発などに生かされた。1966年にはローターブレードによる回転翼機制御技術の確立の功績により、サンディエゴ航空宇宙博物館によって設立された国際航空宇宙の殿堂入りを果たした。また、スペイン科学省の設立したフアン・デ・ラ・シエルバ奨学金は彼の名にちなむものである
。